# Johan Lindeqvist
Johan Lindeqvist, född 7 oktober 1823 i Falköping, död 31 juli 1898 på Fiskevik i Ottebol, Ny socken, var en svensk veterinär och hippolog.
Lindeqvist var farbror till Lars Lindqvist.
Johan Lindeqvist var son till kvarnarrendatorn Sven Andersson. Efter läroverksstudier i Skara genomgick Lindeqvist Skara veterinärinrättning 1840–1845 och avlade därefter veterinärexamen i Stockholm. År 1847 avlade han agronomexamen vid Degebergs lantbruksinstitut, där han 1844–1852 var lärare i husdjursskötsel. Han kallades 1855 till Norge som "bestyrer for husdyravlens fremme" (statsagronom) och utnämndes 1857 till förste bestyrer i Statens foranstaltning til hesteavlens fremme. Han lämnade 1872 befattningen och bosatte sig som jordbrukare på sin nyinköpta egendom Fiskevik i Värmland. Lindeqvist lät under sin tid som statsagronom publicera Indberetningenr till Departementet for det Indre angaande foranstaltninger til heste- og husdyravlens fremme. Han utgav även handböcker i husdjursavel (1853) och boskapsskötsel (1855, 2:a upplagan 1858) som länge kom att begagnas som läroböcker vid lantbruksskolorna.